# Константин и Драгутин Анастасијевић
Константин и Драгутин Анастасијевић (19. век) били су српски иконописци.

## Биографија
Браћа Константин и Драгутин Анастасијевић сликали су у централној Србији. Осликали су иконостас у Барошевцу (1854). Њихово сликарство везуано је за зографску традицију.